# Claudia Hempel
Claudia Hempel (* 25. September 1958 in Merseburg, nach Heirat Claudia Thamke) ist eine ehemalige Schwimmsportlerin aus der DDR, die 1975 Weltmeisterin mit der Freistilstaffel wurde.
Hempel siegte 1972 bei der Spartakiade in zwei Wettbewerben, 1973 belegte sie den vierten Platz über 100 Meter Schmetterling bei der Junioreneuropameisterschaft. Die Schwimmerin vom TSC Berlin siegte bei der DDR-Meisterschaft 1975 auf beiden Rückenstrecken vor Ulrike Richter und Ulrike Tauber. Bei den Schwimmweltmeisterschaften 1975 schwamm Ulrike Richter in der Lagenstaffel. Claudia Hempel kämpfte sich aber mit der 4-mal-100-Meter-Freistilstaffel in der Besetzung Kornelia Ender, Hempel, Barbara Krause und Ute Brückner zum Weltmeistertitel. 1976 konzentrierte sich Hempel ganz auf die Freistilstrecke, sie belegte bei der DDR-Meisterschaft über 100 Meter den zweiten Platz hinter Kornelia Ender. Bei den Olympischen Spielen 1976 belegte sie über 100 Meter Freistil den sechsten und über 200 Meter den siebten Platz. Mit der 4-mal-100-Meter-Freistilstaffel in der Besetzung Kornelia Ender, Petra Priemer, Andrea Pollack und Claudia Hempel gewann sie hinter der US-Staffel die Silbermedaille. Für diesen Erfolg wurde sie mit dem Vaterländischen Verdienstorden in Bronze ausgezeichnet.
Claudia Hempel studierte Sport an der Martin-Luther-Universität Halle-Wittenberg und ist  als Sport- und Deutschlehrerin an der Cottbuser Sportschule tätig.
Sie ist mit dem Mannschaftsarzt des FC Energie Cottbus verheiratet und hat ein Kind.